# Список умерших в 1796 году
В этой статье представлен список известных людей, умерших в 1796 году.
См. также: Категория:Умершие в 1796 году

## Январь
- 10 января — Филипп Вильгельм Гримм, 44, немецкий юрист, отец братьев Гримм.

## Ноябрь
- 17 ноября — Екатерина II Алексеевна Великая (урожд. София Августа Фредерика Ангальт-Цербстская, 67) — императрица всероссийская с 1762 до своей смерти.